# لطفي قيردار
لطفي عبد الصمد قيردار (بالتركية: Lütfi Kırdar)‏ (15 مارس 1887 - 17 فبراير 1961) طبيب عسكري وسياسي عثماني من أصل تركماني عراقي.ولد في كركوك من عائلة قيردار المعروفة والعريقة في كركوك. أكمل دراسته الابتدائية والمتوسطة فيها والثانوية في بغداد، ثم سافر إلى إسطنبول عام 1908 والتحق بكلية الطب في جامعة اسطنبول بتركيا. تطوع في الجيش العثماني بعد اندلاع حرب البلقان برتبة نقيب وتخرج من الكلية بعد انتهاء الحرب عام 1913. عاد إلى العراق وخدم في مدينتي النجف والموصل، ثم التحق بصفوف الجيش العثماني بعد اندلاع الحرب العالمية الأولى في الجبهة السورية وجبل لبنان وطبريا، وعين عام 1918 مديراً لصحة الموصل.

وعند احتلال الجيش البريطاني لموصل ترك العراق وعاد إلى تركيا ليستقر في أنقرة. وتسلم منصب مدير عام صحة العشائر والمهاجرين ثم أصبح رئيس هيئة الهلال الأحمر. اشترك في الحركة القومية لاستقلال تركيا وحصل على ميدالية الاستقلال في حينها. بعد حرب الاستقلال في تركيا عام 1923 حصل على اختصاص في أمراض العيون من فيينا وميونخ. وفي عام 1924 عاد إلى تركيا وعين مديراً لصحة محافظة أزمير.

اعتقل وهو وزيراً للصحة في حكومة عدنان مندرس بعد انقلاب العسكري بقيادة جمال كورسل في 27 مايس 1960 وسجن في جزيرة ياسي ادا. اثر صدور حكم الإعدام أصيب لطفي قيردار بنوبة قلبية ادت إلى وفاته وهو في اعتقاله ودفن في مقبرة زينجرلي قويو.

## سيرته
ولد لطفي بن عبد الصّمد قيردار في كركوك سنة 1889 من الأسرة الكركوكية التركمانية المعروفة ودرس في بغداد. ثم انتقل إلى إسطنبول سنة 1907 وانتمى إلى كلية الطب فتخرج فيها سنة 1913. واختصّ بعد ذلك بطبّ العيون في معاد فيينا 1922 ومونيخ 1924 وباريس.
خدم في حرب البلقان برتبة نقيب 1913، ثم عيّن في نفس تلك السنة طبيباً في الموصل. ونشبت الحرب العظمی الأولی فكان طبيباً عسكرياً في‌ الجبهة السورية وجبل لبنان وطبريّا، وعين في سنة 1918 مديراً لصحة الموصل.

وفي أواخر تلك السنة سلّمت الموصل إلى الجيش البريطاني عند عقد الهدنة فعاد إلى التركية، وعيّن بعد ذلك مديراً لصحة ازمير 1924. وانتخب نائباً عن كوتاهية في المجلس الوطني التركي 1935. لكنه لم يلبث أن عين والياً لمغنيسية. ونقل سنة 1938 والياً لأسطنبول فقضى في منصبه 11 سنة حتى عاد إلى المجلس الوطني نائباً عن مغنيسية 1949 فنائب إسطنبول 1954. 

اختاره عدنان مندرس وزيراً للصحة في وزارته الخامسة (تشرين الثاني 1957) إلى أيار 1960 حين قام الجنرال جمال غورسيل بلقب الحكومة واعتقال رئيس الجمهورية جلال بايار ورئيس الوزاء مندرس وسائر الوزراء وسجنهم في جزيرة ياسي آطه. واعتقل لطفي قيردار وتوفي أثناء اعتقاله.

اثر صدور حكم الإعدام أصيب لطفي قيردار بنوبة قلبية ادت إلى وفاته في 19 شباط 1961م وهو في اعتقاله بجزيرة إياس ادا ودفن في مقبرة زينجرلي قويو.